# Statua di Leopoldo II
La Statua di Leopoldo II (in francese: Statue de Léopold II; in neerlandese: Standbeeld van Leopold II) è una scultura che ritrae il re dei Belgi Leopoldo II e che, fino al 2020, si trovava ad Ekeren, un distretto di Anversa. La statua venne ideata dallo scultore belga Joseph Ducaju, fu scolpita nell'arenaria di Bad Bentheim e fu innalzata nel 1873, otto anni dopo l'inizio del regno di Leopoldo, come prima statua a commemorarlo come re.
La statua ritrae il re Leopoldo II in piedi, con indosso la sua uniforme militare. Nella mano sinistra egli tiene un elmo, mentre nella destra impugna un cartiglio. Dopo i danni subiti durante le proteste per George Floyd, la statua fu spostata nel deposito del museo di scultura a cielo aperto di Middelheim il 9 giugno del 2020.

## Storia
L'opera fu realizzata in occasione di una visita che Leopoldo II fece l'11 agosto del 1869 al campo militare di Brasschaat, durante la quale visitò brevemente anche Ekeren. La statua inizialmente coronava la nuova pompa dell'acqua, che sostituì la gogna e il pozzo un tempo presenti. Il piedistallo fu progettato dall'architetto Eugène Gife. Dopo la riqualificazione della piazza, situata nelle vicinanze della chiesa di San Lamberto, la pompa venne demolita e la scultura venne spostata in una posizione più centrale.
Nel XXI secolo, la scultura, così come altri monumenti dedicati a Leopoldo II, venne criticata da coloro che non consideravano giusta la sua celebrazione a causa delle politiche razziste e mortali compiute nello stato Libero del Congo sotto il suo regno. L'opera venne vandalizzata per la prima volta nel 2007, quando venne sporcata con della vernice rossa (che richiamava il sangue). L'amministrazione comunale ritenne che la rimozione della scultura sarebbe equivalsa a cancellare il passato e nel 2018 scelse di collocare un pannello informativo che ricordasse le violenze dovute alla colonizzazione. L'anno seguente, la statua fu protetta come patrimonio architettonico consolidato. 
Nel 2020, la statua venne vandalizzata per tre volte da ignoti, in breve tempo. Il 19 maggio venne imbrattata con dei graffiti. Poco dopo che le scritte vennero rimosse, il primo giugno la scultura venne cosparsa di vernice rossa. Tre giorni dopo venne bruciata durante la notte. L'opera, annerita e sporca di vernice nella parte superiore, venne rimossa dal suo piedistallo il 9 giugno e trasferita in un deposito del museo a cielo aperto di Middelheim. L'amministrazione comunale lasciò intendere che la statua non sarebbe ritornata al suo posto nella piazza. Anche nel resto della nazione vennero vandalizzate delle altre statue dedicate al sovrano belga.